# 기타무라 류헤이
기타무라 류헤이(北村龍平, 1969년 5월 30일~)는 일본의 영화 감독이자 각본가이다.
오사카에서 태어나 호주에서 유학했으며, 일본에 돌아와 첫 중편영화 'Down To Hell'을 통해 데뷔했다. 2000년에 제작된 장편영화인 'Versus'의 흥행으로
인기를 얻기 시작했으며, 현재에는 할리우드에 진출해 활동하는 몇 안되는 일본인 감독 중 하나이다.

## 영화
- 버수스 (2000년 영화)
- 아라가미
- 지옥갑자원
- 고질라 - 파이널 워즈
- 미드나잇 미트 트레인
- 루팡 3세 (영화)
- 도어맨 (영화)